# Internazionali di Tennis di Bergamo 2012
Gli Internazionali di Tennis di Bergamo 2012, noti anche come Internazionali Trismoka, sono stati un torneo professionistico di tennis maschile giocato sul cemento. È stata la 7ª edizione del torneo che fa parte dell'ATP Challenger Tour nell'ambito dell'ATP Challenger Tour 2012. Si è giocato a Bergamo in Italia dal 13 al 19 febbraio 2012.

## Partecipanti

### Teste di serie
| Nazionalità | Giocatore           | Ranking* | Testa di serie |
| ----------- | ------------------- | -------- | -------------- |
| Giappone    | Gō Soeda            | 90       | 1              |
| Slovenia    | Grega Žemlja        | 111      | 2              |
| Tunisia     | Malek Jaziri        | 117      | 3              |
| Slovacchia  | Martin Kližan       | 120      | 4              |
| Estonia     | Jürgen Zopp         | 121      | 5              |
| Kazakistan  | Andrej Golubev      | 132      | 6              |
| Germania    | Björn Phau          | 133      | 7              |
| Spagna      | Pablo Carreño Busta | 147      | 8              |

- Ranking al 6 febbraio 2012.

### Altri partecipanti
Giocatori che hanno ricevuto una wild card:
- Andrea Arnaboldi
- Benjamin Becker
- Marco Crugnola
- Claudio Grassi

Giocatori che sono entrati nel tabellone principale come alternate:
- Amer Delić
- Martin Fischer

Giocatori passati dalle qualificazioni:
- Grégoire Burquier
- Marius Copil
- Julien Dubail
- Albano Olivetti

## Campioni

### Singolare
Björn Phau ha battuto in finale  Aleksandr Kudrjavcev per 6–4, 6–4.

### Doppio
Jamie Delgado /  Ken Skupski hanno battuto in finale  Martin Fischer /  Philipp Oswald con il punteggio di 7–5, 7–5.